# Poole (borough)
Poole – dawny dystrykt typu unitary authority w hrabstwie ceremonialnym Dorset w Anglii. W 2011 roku dystrykt liczył 147 645 mieszkańców.
Dystrykt funkcjonował do 1 kwietnia 2019 roku, kiedy to w wyniku połączenia z sąsiednimi Bournemouth i Christchurch utworzony został nowy dystrykt – Bournemouth, Christchurch and Poole.

## Miasta
- Poole[4].

## Inne miejscowości
- Alderney, Branksome West, Broadstone, Branksome East, Canford Cliffs, Canford Heath East, Canford Heath West, Creekmoor, Hamworthy East, Hamworthy West, Merley and Bearwood, Newtown, Oakdale, Parkstone, Penn Hill i Poole Town[5].